# Oklahoma Hills
"Oklahoma Hills" é uma canção escrita por Woody Guthrie. Em 2001, essa canção foi escolhida como a canção folk oficial do estado de Oklahoma, Estados Unidos.